# Hegyi templom (Szászorbó)
A szászorbói hegyi templom (Bergkirche) műemlék Romániában, Fehér megyében. A romániai műemlékek jegyzékében az AB-II-m-A-00223 sorszámon szerepel.

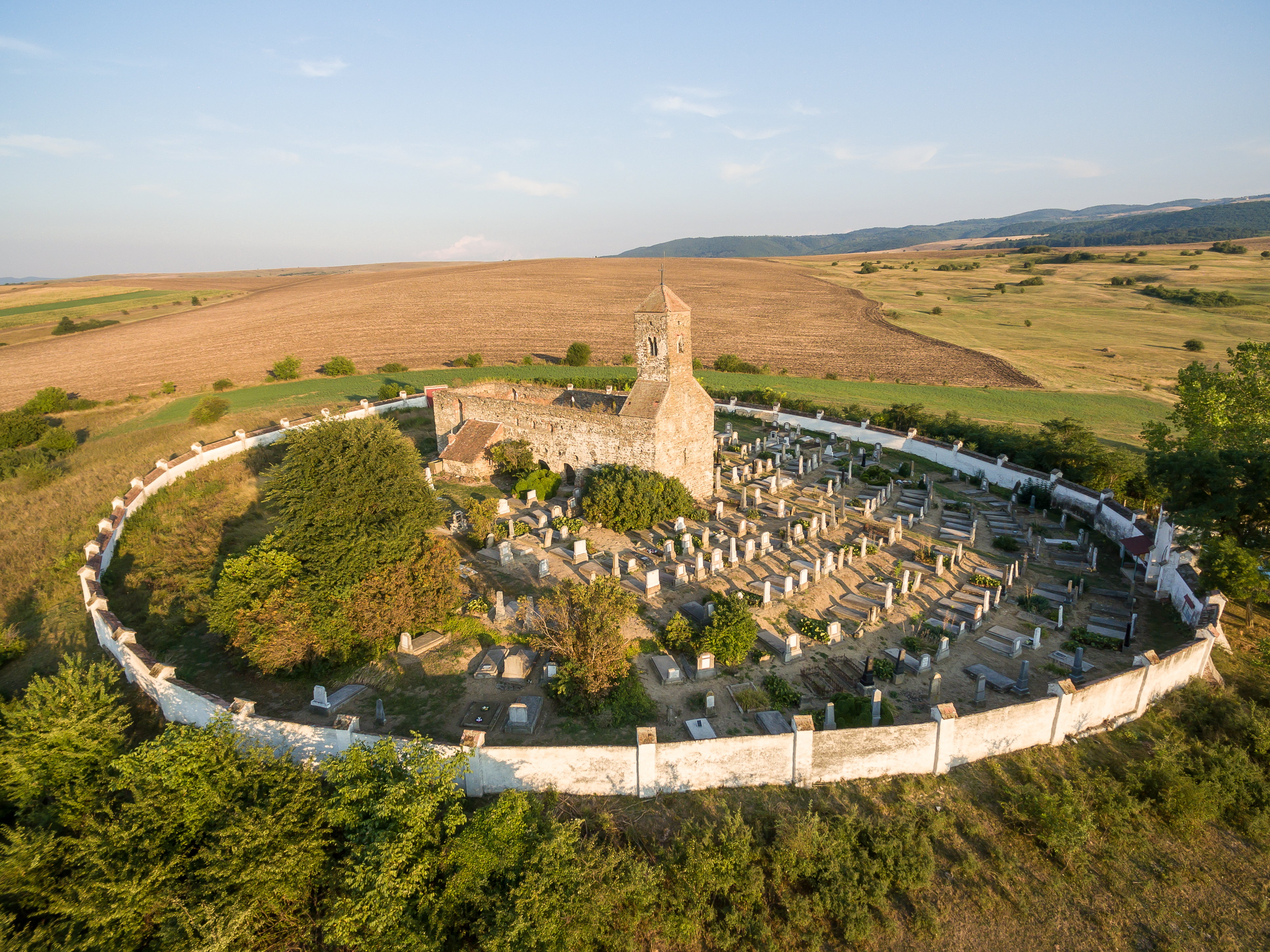